# 越後三山只見國定公園
越後三山只見國定公園（日语：／ Echigo Sanzan Tadami Kokutei Kōen），是位在日本新潟縣、福島縣的國定公園。

## 概要
公園包含越後三山一帶的山系（越後山脈、三國山脈）與阿賀野川水系只見川源頭的奧只見一帶。

### 動植物
園內森林發達，包含日本山毛櫸原生林、深山楢（ミヤマナラ）等亞高山帶低木性闊葉林。雖然有水壩開發，但大致上仍保留了原始環境，同時也是大型動物的棲息地。

### 越後三山
越後三山為八海山、中之岳、越後駒岳的合稱，是古老的修驗道聖地。

### 豐富自然與水資源
著名山岳包含景鶴山、荒澤岳、淺草岳等，奧只見地方有豐富的森林環境與利用豪雪地帶融雪水進行發電的田子倉水壩、奧只見水壩等。

## 風景

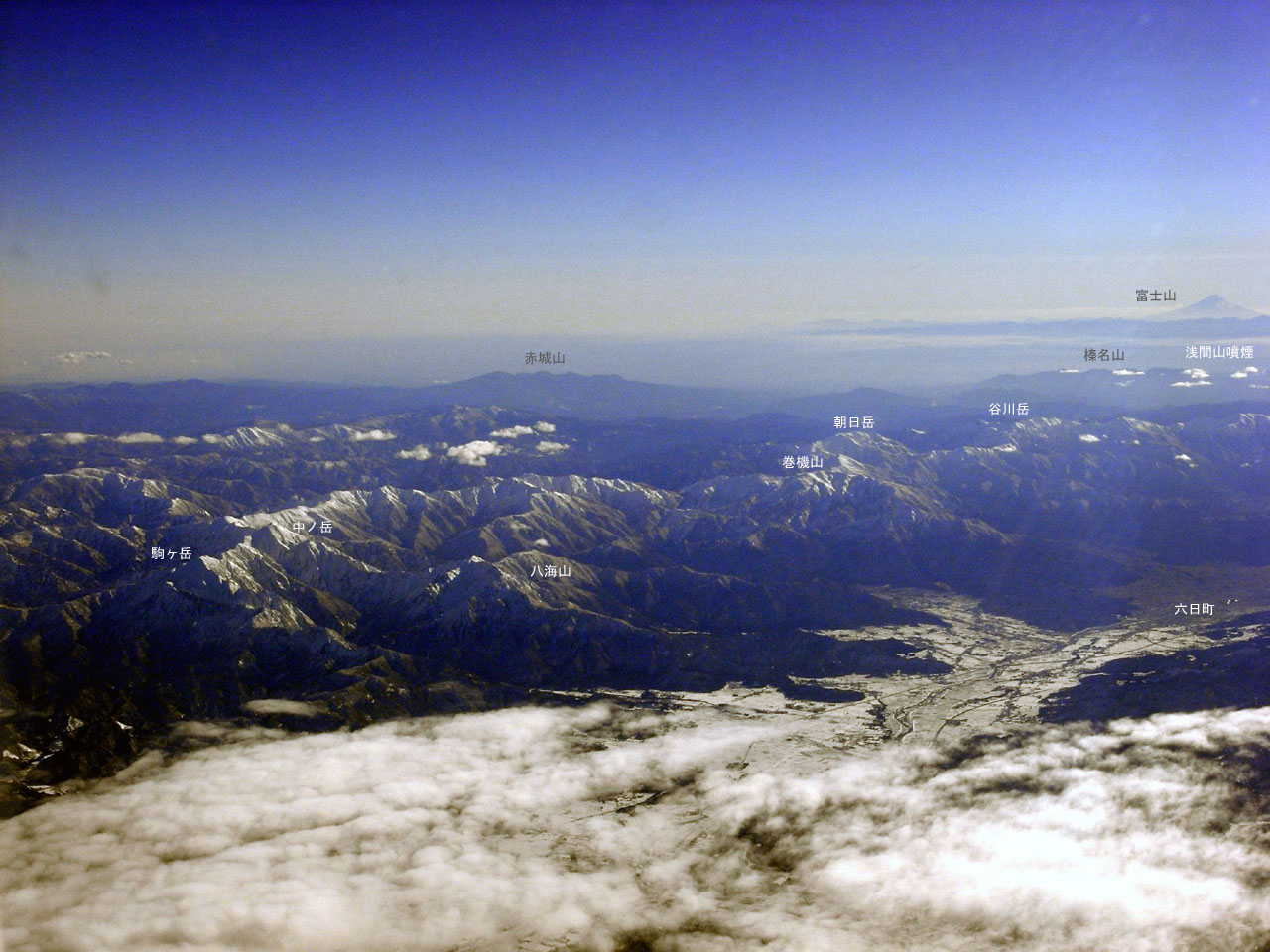
越後三山。越後駒岳（日语：越後駒ヶ岳）（左）、中之岳（日语：中ノ岳）（中央）、八海山（日语：八海山）（右）
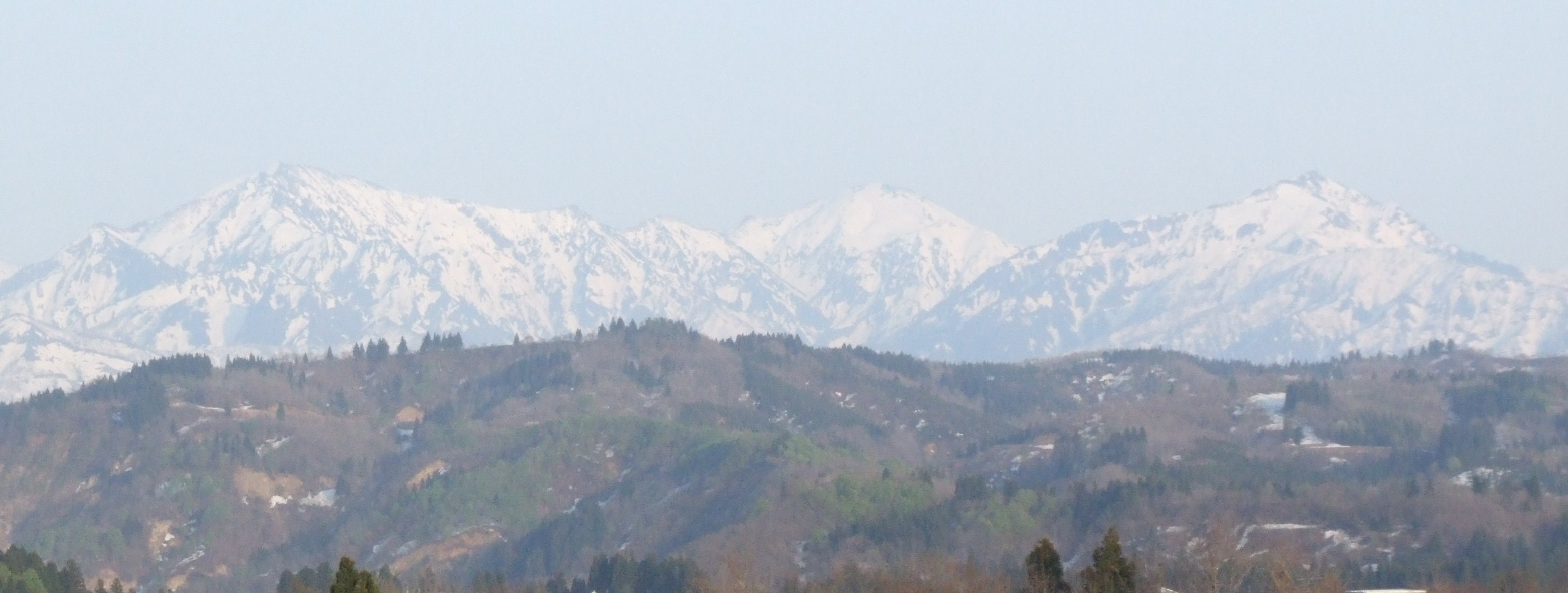
越後駒岳（左）、中之岳（中央）、八海山（右）
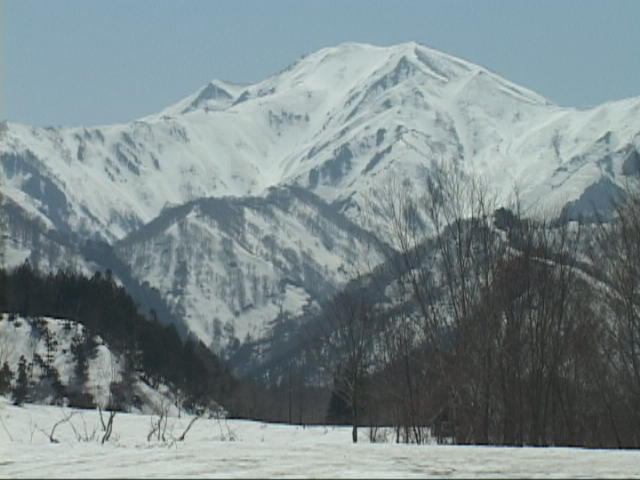
中之岳 (2085m)
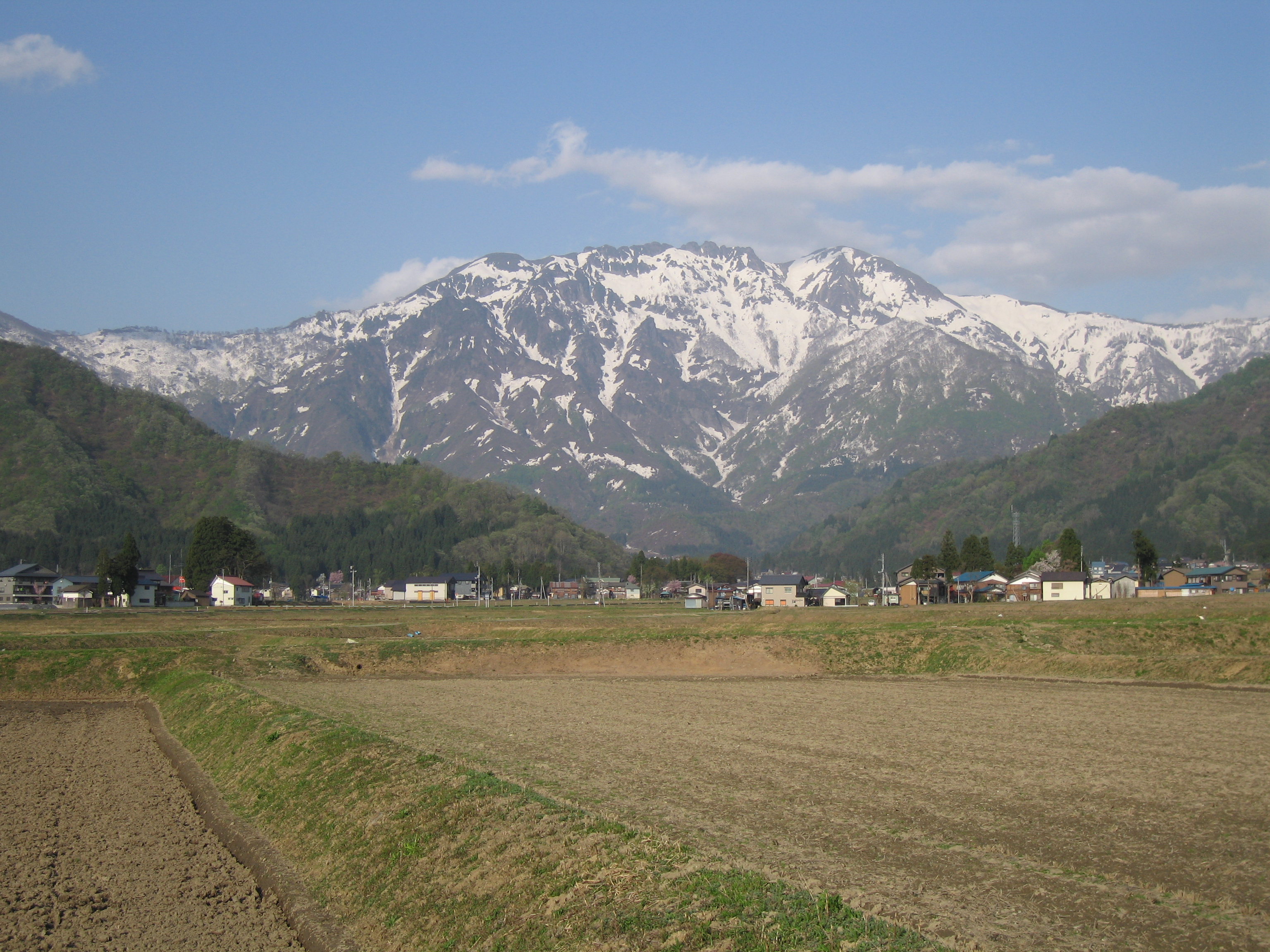
八海山 (1778m)
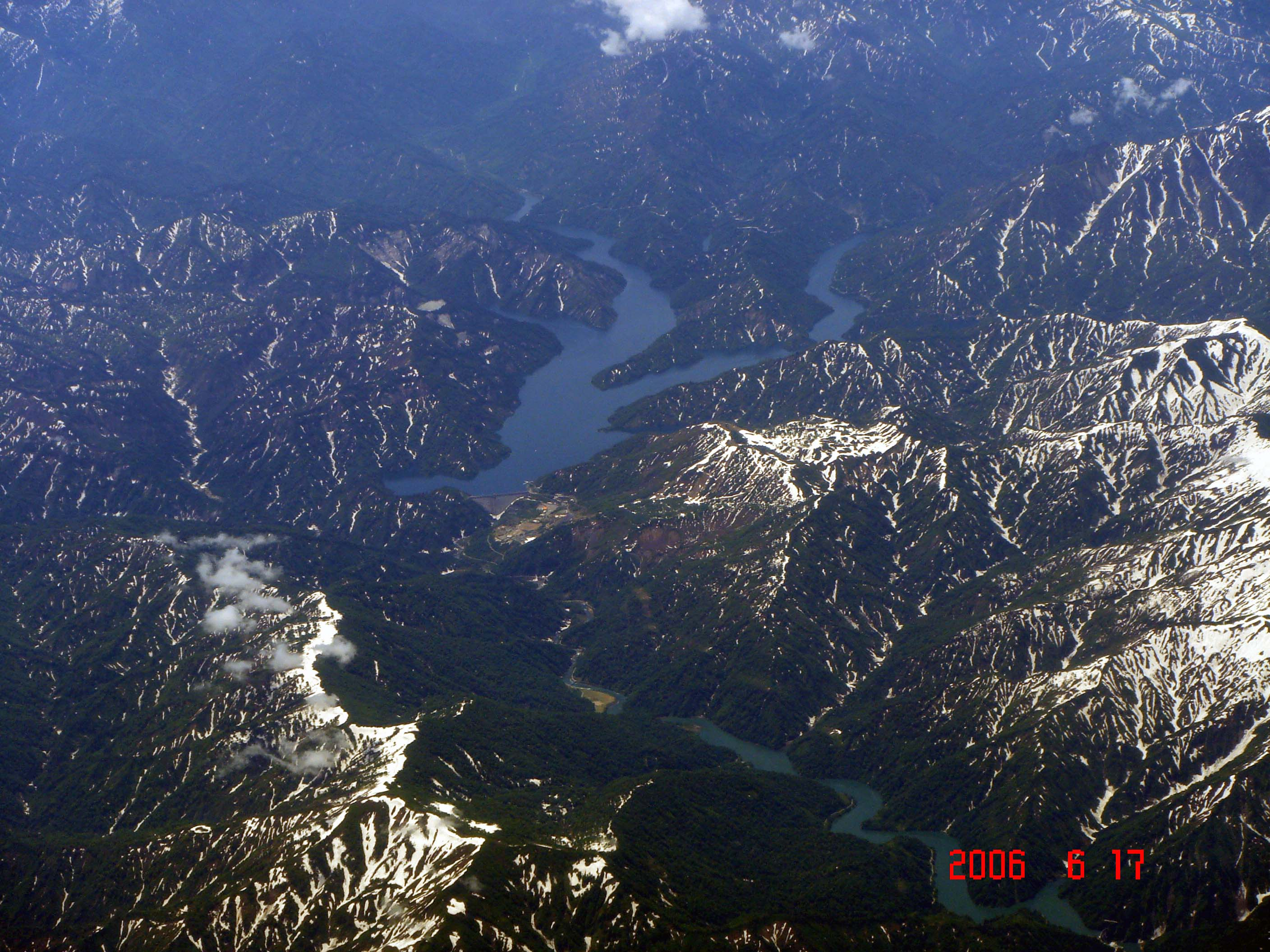
大鳥水壩與大鳥水壩湖（右下）
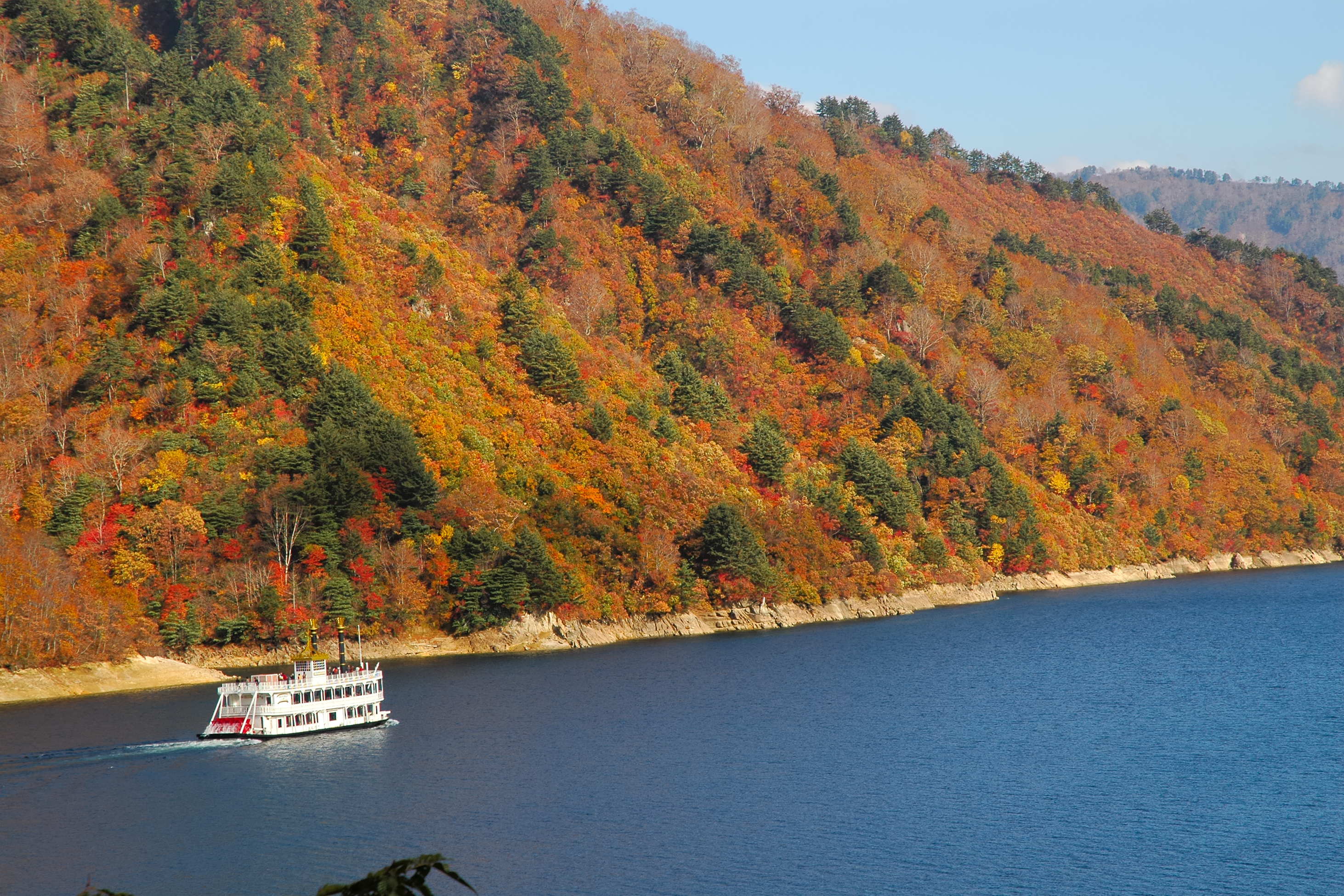
奧只見湖的遊覧船
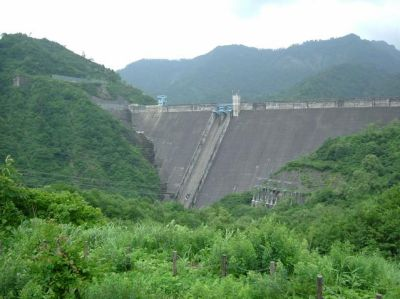
奧只見水壩
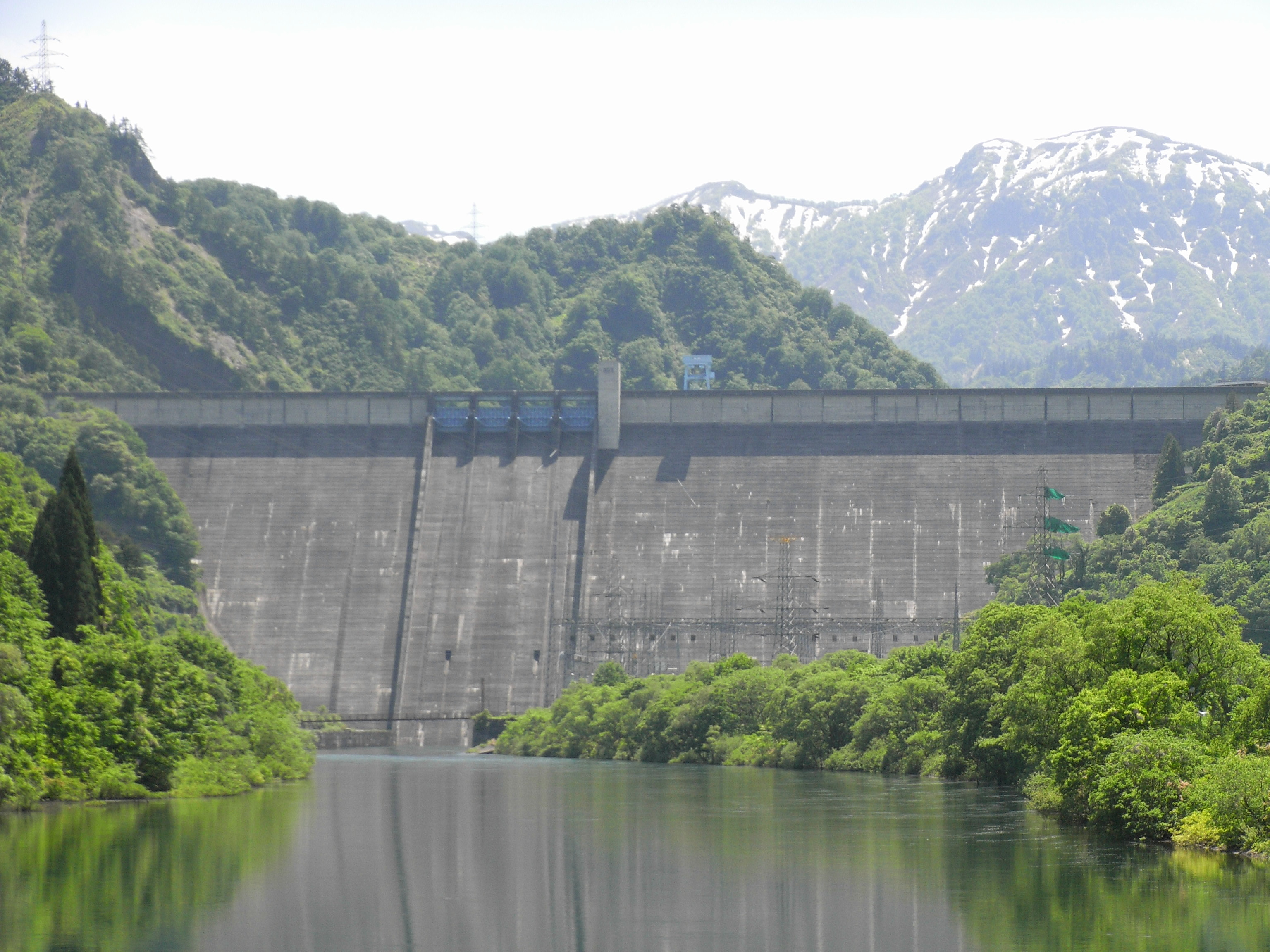
田子倉水壩
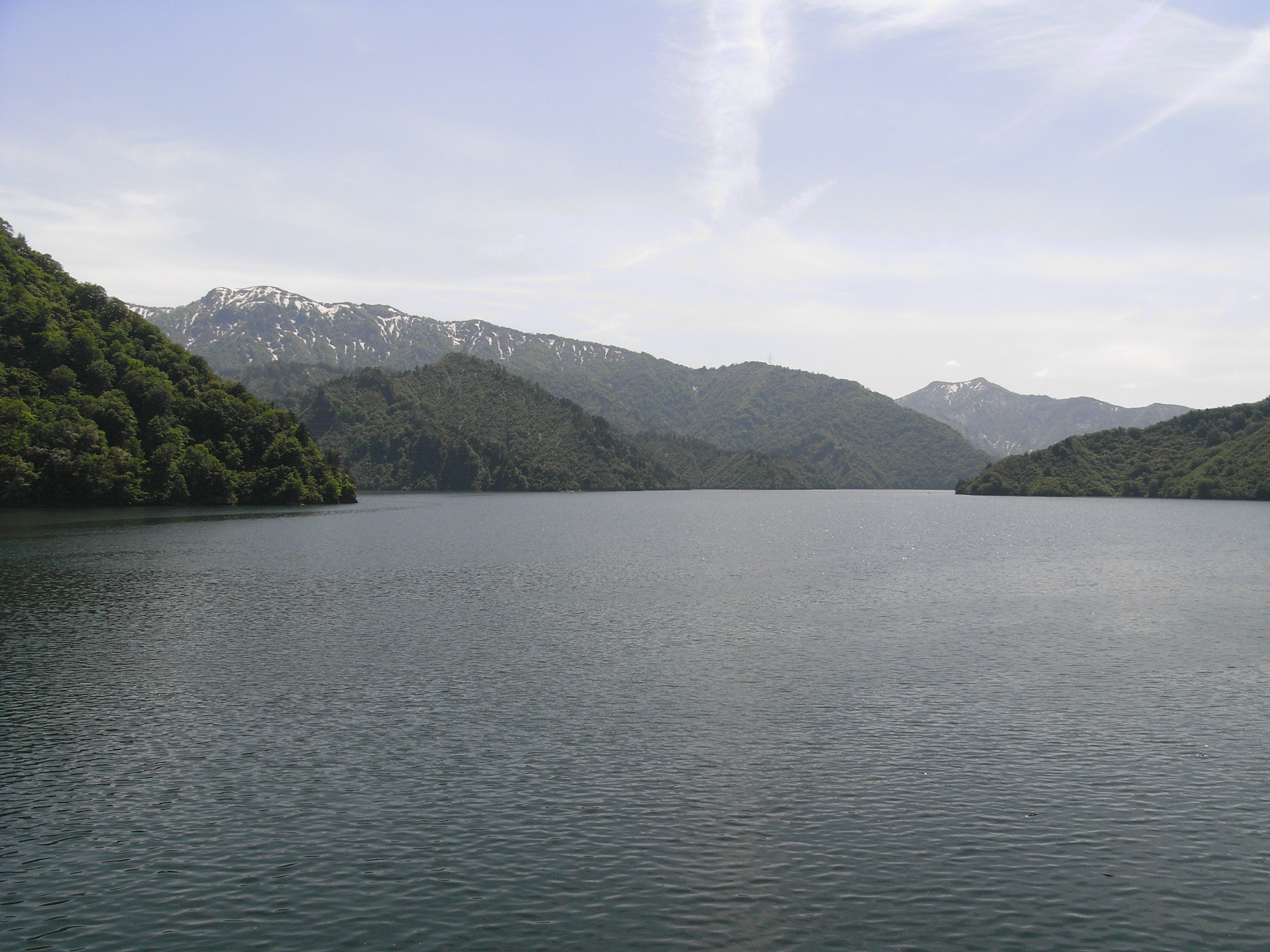
田子倉湖 後方是前毛猛山
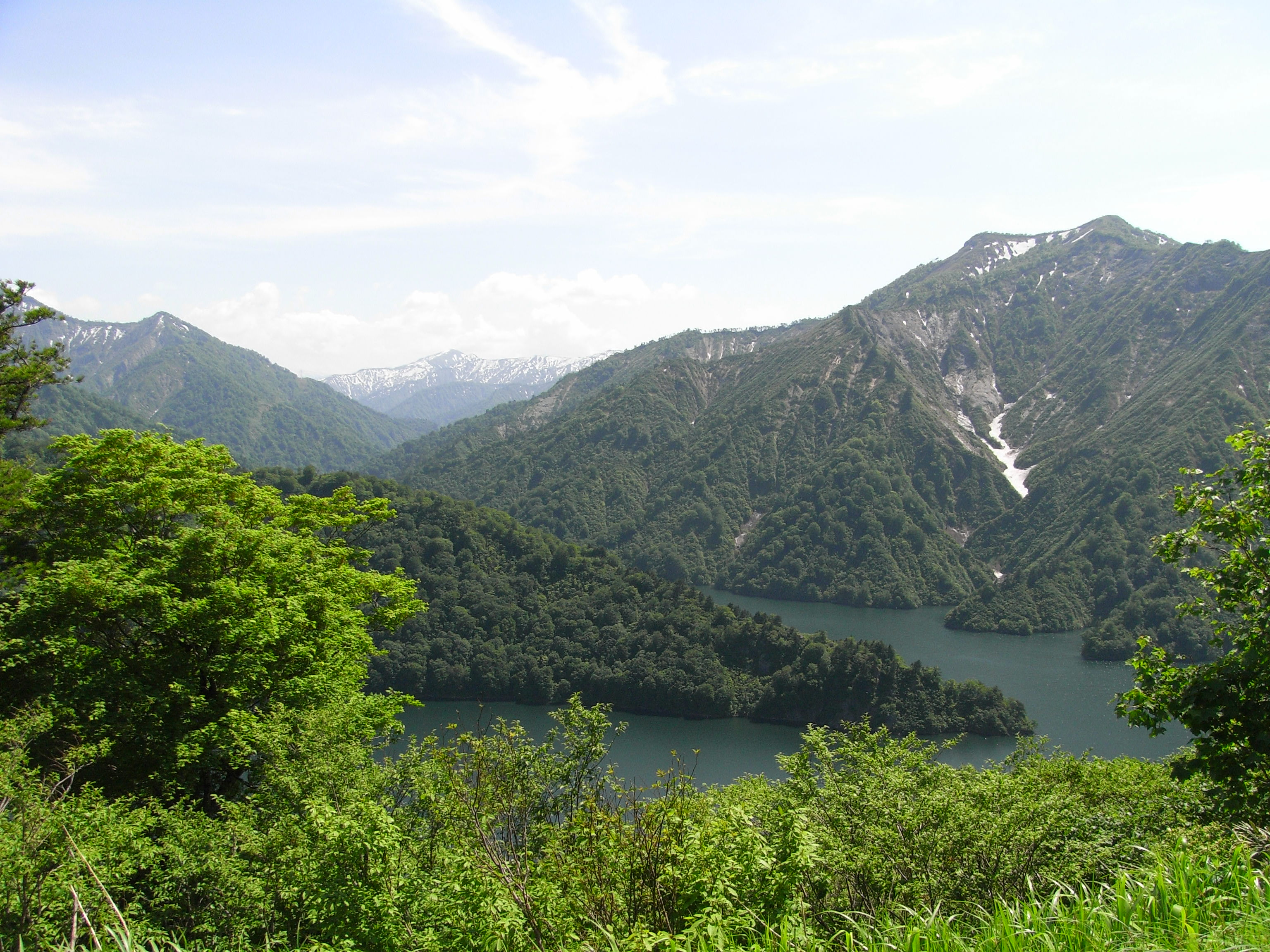
六十里越望向田子倉湖上游
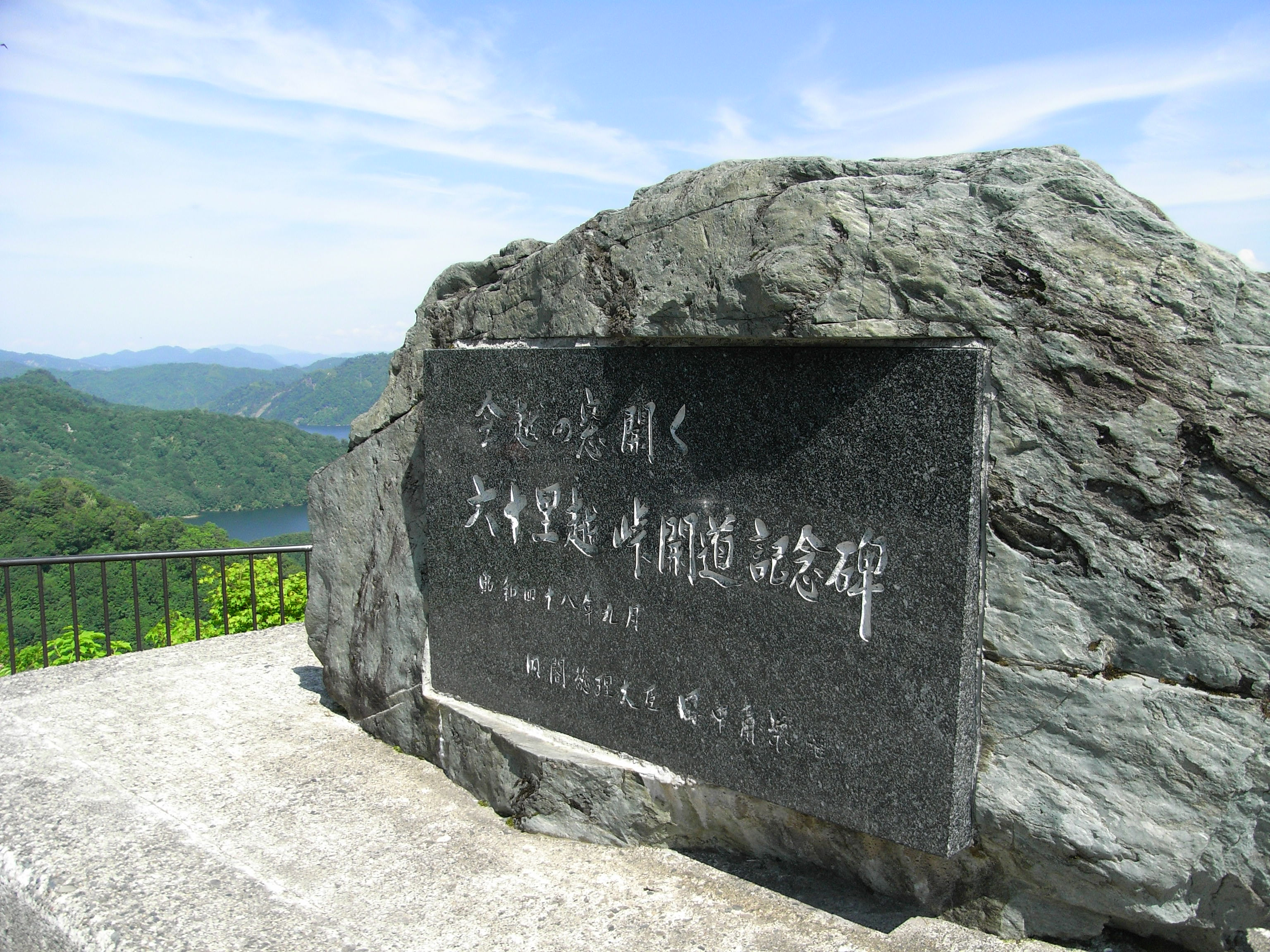
六十里越（日语：六十里越）峠開道紀念碑

## 關連市町村
- 新潟縣 - 魚沼市、南魚沼市、三條市
- 福島縣 -

## 集團設施地區、自然中心
| 地區名 | 面積 | 所在地       | 使用人數（人） |
| ------ | ---- | ------------ | -------------- |
| 銀山平 | －   | 新潟縣魚沼市 | 239,000        |

## 關連項目
- 國定公園

## 外部連結
- （日語）越後三山只見國定公園 （页面存档备份，存于）